# 波雷費密碼

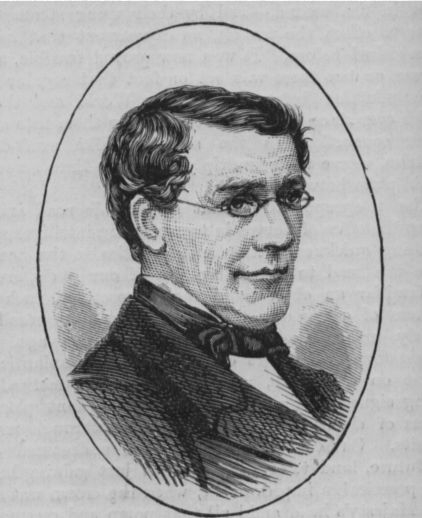
發明人惠斯登

波雷費密碼（英語：Playfair cipher）是一種對稱式密碼，是首種雙字母取代的加密法。

## 歷史
關於波雷費密碼最早的紀錄出現在一份1854年3月26日由查爾斯·惠斯登簽署的文件。惠斯登的朋友波雷費勛爵普及了這個加密法。最初英國外交部拒絕使用這種密碼，認為它太複雜。當惠斯登證明鄰近學校的四個男孩中，有三個可以在15分鐘內學會這種方法，外交部副秘書長的回應是：「這是有可能的，可惜你不能教曉那些高層人員。」
在第二次布爾戰爭和第一次世界大戰，英軍用了它；在二戰，澳大利亞人也用了。波雷費密碼所用的工具很少，而且很快便能加密訊息。它主要用來加密重要而又不關鍵的訊息。當時，敵軍的密碼分析員很快解出密碼，可惜得到的訊息都不重要。現時，波雷費密碼被視為十分不安全的。
1914年，Joseph O. Mauborgne刊出了19頁解密法。

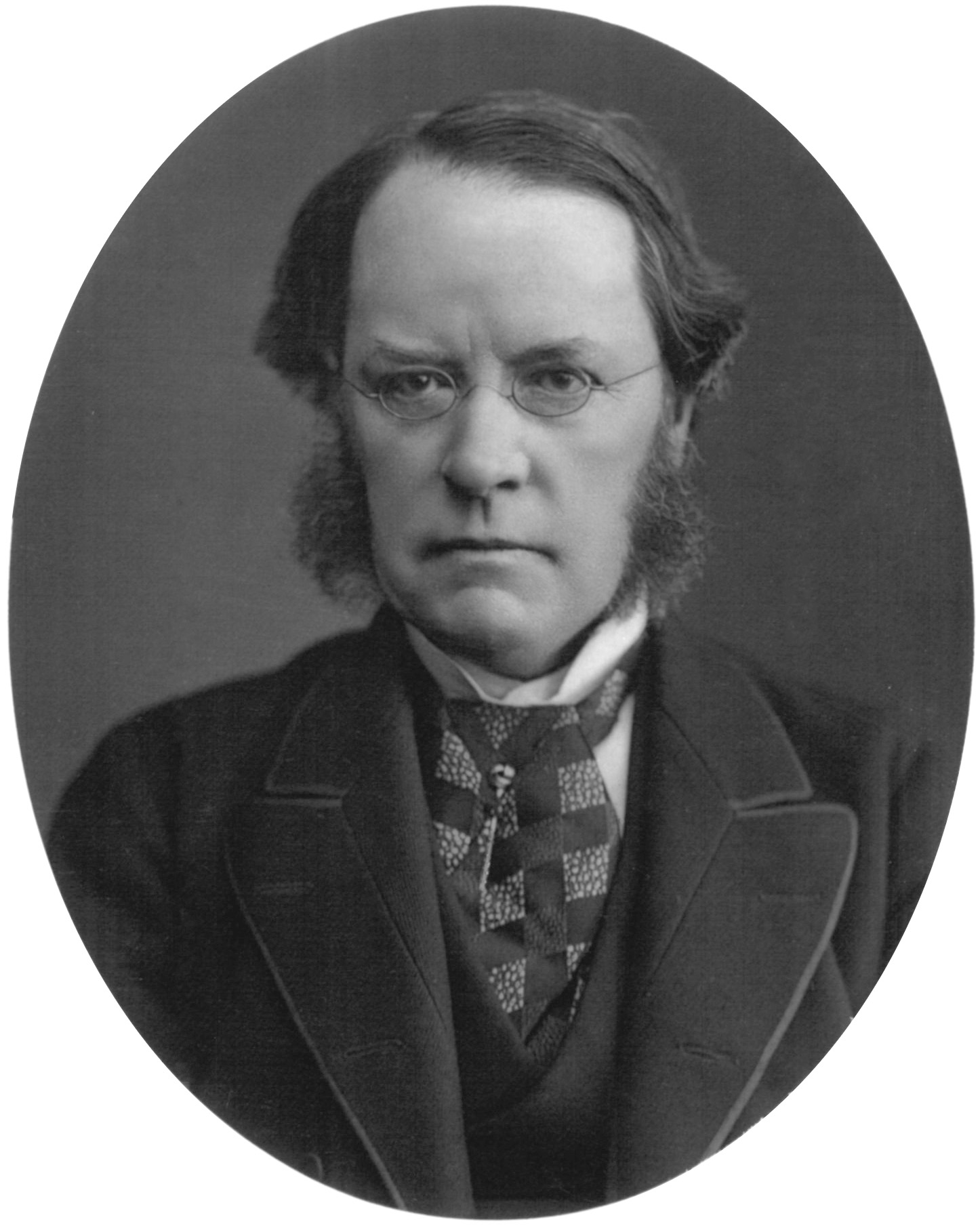
波雷費勛爵

## 用法
1. 选取一个英文字作密鑰。除去重覆出现的字母。将密鑰的字母逐个逐个加入5×5的矩阵内，剩下的空间将未加入的英文字母依a-z的顺序加入。（将Q去除，或将I和J视作同一字。）
2. 将要加密的讯息分成两个一组。若组内的字母相同，将X（或Q）插入两字母之间，重新分组（例如 HELLO 将分成 HE LX LO）。若剩下一个字，也加入X字。
3. 在每组中，找出两个字母在矩阵中的地方。

- 若两个字母不在同一直行或同一橫列，在矩阵中找出另外两个字母，使这四个字母成为一个长方形的四个角。
- 若两个字母在同一橫行，取这两个字母右方的字母（若字母在最右方则取最左方的字母）。
- 若两个字母在同一直列，取这两个字母下方的字母（若字母在最下方则取最上方的字母）。

新找到的两个字母就是原本的两个字母加密的结果。

## 例子
取「playfair example」為密鑰，得
```
P L A Y F
I R E X M
B C D G H
K N O Q S
T U V W Z
```

要加密的訊息為「Hide the gold in the tree stump」：
```
HI DE TH EG OL DI NT HE TR EX ES TU MP
```

就會得到「BM OD ZB XD NA BE KU DM UI XM MO UV IF」。